# Napaisaurus
Napaisaurus („ještěr z pánve Napai“) byl rod býložravého dinosaura z kladu Iguanodontia, který žil na území dnešní jihovýchodní Číny (autonomní oblast Kuang-si) v období rané křídy (před 120 až 100 miliony let). 

## Objev a popis
Fosilie tohoto iguanodontního dinosaura byly objeveny v sedimentech geologického souvrství Sin-lung v roce 2020 a mají podobu kyčelních a sedacích kostí. Formálně byl tento druh předběžně popsán v roce 2021, typový druh je N. guangxiensis. Plná verze popisné práce se ale objevila až roku 2022.
Ve stejných ekosystémech se vyskytoval také relativně velký zástupce karcharodontosaurních teropodů rodu Datanglong, který mohl být jeho hlavním predátorem.